# Pinsà de clatell daurat
Pyrrhoplectes epauletta és una espècie d'ocell de la família dels fringíl·lids (Fringillidae) i única espècie del gènere Pyrrhoplectes. Habita boscos, matolls i bambús del nord de l'Índia, el Nepal, sud-est del Tibet, nord-est de Myanmar i sud-oest de la Xina. Rep en diverses llengües el nom de "pinsà de clatell daurat" (Anglès: Golden-naped Finch. Francès: Pyrrhoplecte à nuque d'or).